# Mizzzzica... ma che è proibitissimo?
Mizzzzica... ma che è proibitissimo? è un film del 1983, diretto da Salvatore Bugnatelli.

## Produzione
La lavorazione del film fu iniziata nel 1979, poi però venne interrotta per mancanza di fondi. L'idea iniziale all'epoca fu quella di raccontare le peripezie del personaggio del ragionier Galletti in cerca di una donna ideale.
Bugnatelli raccontò in un'intervista concessa alla RAI di aver custodito il materiale già girato, e di aver costruito successivamente con quel materiale un altro film, nel quale avrebbe descritto come si realizzava un lungometraggio a luci rosse.
Il lavoro definitivo fu completato a ridosso dell'anno 1983 e fu intitolato appunto "Mizzzzica... ma che è proibitissimo?".
Nonostante l'argomento trattato, il film non contiene scene di sesso mentre le nudità sono molto contenute (la protagonista Frazzetto non si spoglia mai).